# Wijchen
Wijchen este o comună și o localitate în provincia Gelderland, Țările de Jos. 

## Localități componente
Alverna, Balgoij, Batenburg, Bergharen, Hernen, Leur, Niftrik, Wijchen.